# J. Jonah Jameson
John Jonah Jameson Jr., più conosciuto come J. Jonah Jameson, detto anche J.J.J., è un personaggio dei fumetti statunitensi creato da Stan Lee (testi) e Steve Ditko (disegni), pubblicato dalla Marvel Comics. Appare fin dal primo numero di The Amazing Spider-Man (1963). Stan Lee, nel creare il personaggio si è ispirato a sé stesso, o meglio a come credeva di essere visto dai suoi collaboratori.
Jameson è rappresentato come l'editore o caporedattore del Daily Bugle, un giornale fittizio di New York City. Riconoscibile dai baffi a spazzolino, dal taglio di capelli piatto e dal sigaro sempre presente, conduce una campagna diffamatoria contro Spider-Man (e, in misura minore, altri supereroi come Devil e i Vendicatori), riferendosi spesso a lui come una "minaccia" e un criminale, ma occasionalmente e con riluttanza alleandosi con lui. Questo di solito deriva dalla sua profonda fede nelle forze dell'ordine e nelle agenzie governative, e quindi disprezza i supereroi perché lavorano al di fuori del sistema. Nei primi fumetti così come nella maggior parte delle interpretazioni dei media, impiega il fotoreporter Peter Parker per scattare foto di Spider-Man nella speranza di coglierlo nel mezzo di un'azione illecita, ignaro che Peter sia il supereroe stesso. Nel corso dei fumetti, Jameson ha svolto vari altri lavori, in particolare quello di sindaco di New York per diversi anni prima di dimettersi.
Le rappresentazioni di Jameson sono cambiate nel corso degli anni. A volte viene mostrato come un micromanager spilorcio, stupidamente scontroso, testardo e pomposo che gestisce i suoi dipendenti e il cui risentimento per Spider-Man è in realtà un esercizio di invidia sottilmente velato. Altri scrittori lo hanno ritratto in modo più umano, come un capo e un uomo di famiglia ironicamente odioso ma premuroso che tuttavia ha mostrato grande coraggio e integrità di fronte ai vari cattivi con cui il Bugle entra in contatto e la cui campagna contro Spider-Man arriva più da precise motivazioni politiche. In entrambi i casi, è rimasto una parte importante del mito di Spider-Man, apparendo anche come personaggio secondario principale di Silk.
Il figlio di Jameson, John Jameson, è un personaggio di supporto dell'Universo Marvel che, oltre al suo lavoro come famoso astronauta, è diventato Man-Wolf e Star-God e ha anche sposato She-Hulk, rendendo Jonah a quel punto suo suocero.

## Biografia del personaggio
Jameson è figlio di J. Jonah Jameson Sr., ma venne cresciuto dal fratello di quest'ultimo, David, e da sua moglie Betty, per motivi non specificati. David era un ufficiale dell'esercito degli Stati Uniti, un veterano di guerra considerato da tutti un eroe, il quale, però, a casa abusava regolarmente di moglie e figlio. Da ciò, Jameson maturò una forte diffidenza verso i presunti "eroi", ritenendo che debbano sempre avere qualcosa da nascondere.
Da bambino faceva parte dei boy-scout e, quando arrivò al liceo, si interessò alla boxe e alla fotografia. Al club di foto delle superiori conobbe la sua prima moglie, Joan. I due iniziarono a frequentarsi dopo che Jameson fece colpo su Joan picchiando violentemente i tre atleti migliori della scuola, che avevano iniziato a bullizzarlo. La coppia si sposò alla fine del liceo.
Durante la seconda guerra mondiale, Jameson prestò servizio come corrispondente di guerra in Europa e coprì almeno una missione del sergente Nicholas Fury. Al termine del conflitto ebbe un figlio da Joan, John Jonah Jameson III, che da adulto divenne un astronauta. Mentre Jameson era in Corea per lavoro, Joan venne uccisa durante una rapina; l'uomo si concentrò sul lavoro per sopprimere la sofferenza, fino a diventare il caporedattore del Daily Bugle.

### Spider-Man
Jameson è uno degli spettatori che assiste alla prima apparizione di Spider-Man; tuttavia, quando quest'ultimo inizia ad agire come un vigilante mascherato, Jameson inizia a fare di tutto per screditarlo, anche per vendicarsi per aver messo in ombra le gesta del figlio. La sua campagna diffamatoria contro l'eroe aumenta la popolarità del Daily Bugle. Spider-Man cerca di mostrare le proprie buone intenzioni salvando Jameson III, ma Jameson lo accusa di aver inscenato la situazione per proprio tornaconto. Ciò diventa un modello ricorrente delle dinamiche tra i due personaggi: Jameson accusa pubblicamente Spider-Man di numerosi crimini, salvo poi essere costretto a ritrattare quando viene smentito. Inoltre, Peter Parker inizia a scattare foto di sé stesso nei panni di Spider-Man per venderle al Daily Bugle affinché le usi nei suoi articoli diffamatori, senza che sappiano di stare aiutando finanziariamente proprio l'eroe. Sebbene spesso Jameson debba mostrare riconoscenza all'eroe quando salva la vita a persone a lui vicine, il giornalista manda avanti la sua campagna diffamatoria nei suoi confronti. Spider-Man esprime diverse volte rabbia e frustrazione per la situazione, sebbene generalmente si limiti a deridere la testardaggine di Jameson.
In un'occasione, Jameson ammette di essere geloso del coraggio e dell'altruismo di Spider-Man e di ritenere di non potersi considerare un brav'uomo finché esiste un eroe come lui. Tuttavia, idolatra apertamente Capitan America; Mary Jane Watson suggerisce che il vero motivo per cui Jameson odi Spider-Man è che agisce al di fuori della legge, mentre un'analisi psichiatrica ha concluso che Jameson sia infastidito dalla maschera che copre il volto dell'eroe, dato che, nel vedere una persona che "afferma di essere un eroe, ma si copre il volto", si convince inconsciamente che nasconda qualcosa, come suo padre adottivo. Jameson sembra confermare quest'ultima teoria anni dopo, durante un'intervista a Spider-Man.
A volte, Jameson offre ricompense e ingaggia persone specializzate per catturare Spider-Man o scoprire la sua identità segreta. In uno di questi tentativi, assume l'investigatore privato MacDonald Gargan, sottoponendolo a un potenziamento genetico, ma Gargan impazzisce e diventa il criminale Scorpione. In seguito arruola Harlan Stillwell affinché crei un avversario per l'eroe e Harlan dà vita alla Mosca Umana. Assume anche Silver Sable e Luke Cage, quest'ultimo per catturare Spider-Man quando è sospettato delle morti di Gwen Stacy e Norman Osborn. Propone a Electro una ricompensa di cinquemila dollari per organizzare un attacco a sorpresa contro Spider-Man durante un'intervista televisiva.
Sebbene sia principalmente conosciuto per le sue crociate contro gli eroi vigilanti, Jameson non esita mai a usare il potere del suo giornale contro supercriminali, politici corrotti e boss della criminalità come Kingpin. Inizialmente sostiene Sam Bullitt, un candidato al ruolo di procuratore generale di New York che aveva promesso di arrestare Spider-Man se eletto, ma cambia posizione dopo aver scoperto che Bullitt è un truffatore razzista. Jameson pubblica un importante articolo di denuncia sui legami criminali del candidato sindaco Randolf Cherryh, pur riconoscendo che una ritorsione da parte di Cherryh potrebbe mandare in bancarotta il Daily Bugle. In seguito, Jameson si scaglia contro il candidato presidenziale Graydon Creed, attaccando il suo programma anti-mutante; è infatti un sostenitore di lunga data dei diritti civili, avendo espresso in diverse occasioni disgusto per i pregiudizi razziali e  svolgendo campagne per i diritti dei lavoratori e dei mutanti.

### Famiglia
Jameson chiede aiuto alla dottoressa Marla Madison, sua vecchia conoscente, per creare una nuova serie di Ammazzaragni, robot creati appositamente per sconfiggere Spider-Man. Marla accetta e i due si avvicinano fino a intraprendere una relazione che sfocia nel matrimonio. Marla viene rapita dallo Scorpione, che però viene sconfitto da Spider-Man.
Successivamente, Marla adotta Mattie Franklin, sua nipote e figlia di uno degli amici di Jonah. Inizialmente Jameson è contrario ad avere un'adolescente in casa, ma col tempo si affeziona a lei e arriva a considerarla una figlia surrogata. Due settimane dopo che Mattie viene rapita per la raccolta illegale di ormone della crescita mutante, le investigatrici private Jessica Drew e Jessica Jones la rintracciano e informano Jameson e Marla che Mattie è la vigilante Spider-Woman. Per ringraziare Jones del salvataggio di Mattie, Jameson promuove pesantemente la sua agenzia investigativa e in seguito la assume come reporter per una nuova rivista.

### Dimissioni
L'Hobgoblin ricatta Jameson per il suo ruolo nella creazione dello Scorpione; piuttosto che cedere, il giornalista lo rivela pubblicamente e si dimette dal suo ruolo di caporedattore, delegando l'incarico al suo subordinato Robbie Robertson.
La quota di possesso del Daily Bugle di Jonah viene acquistata dal multimilionario Thomas Fireheart, il quale ritiene di avere un debito nei confronti di Spider-Man, ragion per cui acquista il Daily Bugle per inneggiare all'eroe. In risposta, Jameson avvia una nuova rivista rivale che continui a produrre articoli diffamatori contro l'eroe. Spider-Man però ritiene imbarazzante la campagna di Fireheart e gli chiede ripetutamente di smetterla, al che lui lo sfida nel New Mexico, rivendendo il Bugle a Jameson per un dollaro chiedendogli in cambio di stampare un necrologio dedicato al perdente dello scontro imminente.
Successivamente, Jameson è costretto a vendere di nuovo il Bugle a Norman Osborn dopo che sono state rivolte minacce alla sua famiglia. Viene anche attaccato e braccato da Jack Lanterna. Il tempo trascorso come subordinato di Osborn ha un pesante impatto sulla sua psiche, tanto da quasi spingerlo a compiere un omicidio, ma riesce a riprendere il controllo del Bugle dopo che Osborn è costretto a nascondersi per una follia temporanea.

### Morte apparente
Un giorno, un duplicato di Spider-Man creato da Mysterio salta davanti all'auto di Jameson mentre sta tornando a casa dal lavoro, portandolo a schiantarsi e apparentemente a morire; i media incolpano Spider-Man per l'accaduto. Jameson in realtà è stato rapito da Mysterio, che finge di condannarlo per le ingiustizie commesse in vita e lo imprigiona in un Inferno simulato dove viene tormentato da un demone simile a Spider-Man. Il criminale compie tale misfatto per vendicarsi del giornalista, ma viene fermato da Spider-Man.

### Spider-Man smascherato
Con la messa in vigore dell'Atto di Registrazione dei Superumani, Jameson fa pressione allo staff del giornale affinché lo sostenga. Spider-Man si svela pubblicamente come Peter Parker e Jameson resta scioccato. Al contempo, scopre che She-Hulk è diventata sua nuora; in precedenza, sia Spider-Man che She-Hulk lo avevano citato in giudizio per diffamazione.
Jameson si sente particolarmente tradito dalla rivelazione di Peter, in quanto lo ha sempre considerato un figlio e comprato le sue foto per aiutarlo finanziariamente in modo discreto. Dall'umiliazione, Jameson rompe i suoi rapporti con Parker e progetta di "fargliela pagare", sebbene siano entrambi attivi sostenitori dell'Atto di Registrazione. Jameson intende denunciare Peter per frode, così da chiedergli indietro tutti i soldi con cui lo ha pagato nel corso degli anni, ma scopre che il governo ha concesso all'eroe l'amnistia per tutte le azioni dubbie compiute per proteggere la sua identità segreta, tra cui scattare foto di sé stesso per rivenderle. L'accaduto, assieme al matrimonio di suo figlio con She-Hulk, provocano un esaurimento a Jameson, il quale aizza l'Ammazzaragni originale contro Walters. Lei lo distrugge con facilità e, per calmare le acque, si offre di occuparsi della causa per frode contro Spider-Man, con l'intenzione di trascinarla il più a lungo possibile.
In seguito, Spider-Man si ribella al governo e passa dalla parte dei Vendicatori Segreti di Capitan America, combattendo contro coloro che cercano di applicare l'Atto di Registrazione. Jameson mette una taglia sulla testa dell'eroe e diffama Parker costringendo la sua ex fidanzata, Debra Whitman, a scrivere un resoconto falso su di lui. Betty Brant lo scopre e passa tali informazioni al The Daily Globe, che denuncia l'accaduto.
Robbie Robertson, caporedattore e miglior amico di Jameson, lo rimprovera per come ha sempre giudicato Peter/Spider-Man nel corso degli anni; Jameson, in risposta, lo licenza. Quando lo scopre da Brant, Spider-Man affronta Jameson chiedendogli di riassumere Robbie e il giornalista accetta, a patto che Spider-Man faccia cadere le accuse contro di lui e lo invita a colpirlo quanto vuole per sfogare le frustrazioni nei suoi confronti. Jameson inizialmente è riluttante, ma quando l'eroe lo provoca minacciando di raccontare alla moglie e al figlio della sua "codardia", lui perde la testa e lo aggredisce, finendo solo per rompersi la mano. Spider-Man rivela di aver fotografato tutta la scena e gli lascia il rullino con le foto, che Jameson distrugge. Il giornalista accetta di riassumere Robbie e di abbandonare la causa contro Peter.

### Problemi di salute
Stanco della campagna oppositrice di Jameson, Spider-Man lo minaccia pubblicamente e Jameson subisce il suo primo infarto, seppur lieve.
In seguito a un patto stretto con Mefisto, viene ripristinato lo status quo e l'identità supereroistica di Peter torna a essere segreta; dal momento che Parker non vende più foto di Spider-Man e il celebre fotoreporter Ben Urich si è ritirato, il Daily Bugle ne risente finanziariamente. Jameson subisce un altro infarto durante un'altra discussione con Peter, che gli pratica il massaggio cardiaco per tenerlo in vita fino all'arrivo dei paramedici, che portano Jameson in ospedale per essere curato. A Jameson viene un altro infarto quando rivela a Peter che sua moglie ha venduto il Daily Bugle a Dexter Bennett senza prima consultarlo.
Successivamente, Jameson si ristabilisce, pratica sedute di fisioterapia e lezioni di tai chi, nonostante continui ad agitarsi se sente parlare di Bennett e del  Daily Bugle. Inoltre, ha dei problemi con la moglie, non avendola ancora perdonata per aver venduto il giornale.

### Sindaco di New York
In seguito, Jameson viene eletto sindaco di New York City mentre Spider-Man è in un'altra dimensione con i Fantastici Quattro, il che comporta un mese trascorso sulla Terra mentre loro sono via solo per poche ore.
Jameson riceve una visita di suo padre biologico, che gli chiede di smetterla di accanirsi contro Spider-Man; anche l'eroe va da Jameson per chiedergli una tregua, ma il giornalista ribatte dicendogli di aver assemblato una squadra apposita per combatterlo. Spider-Man aumenta il suo lavoro di supereroe apposta per irritare Jameson, il quale, a sua volta, mette a dura prova il bilancio del consiglio comunale raddoppiando i turni della sua squadra.

#### Dark Reign
Con l'ascesa al potere di Norman Osborn, lo Spider-Man degli Oscuri Vendicatori (Mac Gargan) cerca vendetta su Jameson, lasciando una spogliarellista morta nel suo letto. Gargan dà poi inizio a una guerra tra bande affinché venga assegnato a Jameson; successivamente, il ruolo di "Spider-Man" nello scoppio della guerra tra bande emerge, ma la sua reputazione viene ripristinata quando il vero Peter Parker salva un festival da alcuni criminali. La popolarità di Jameson per aver lavorato con Spider-Man in tale circostanza aumenta, sebbene il giornalista non realizza di aver avuto a che fare con due Spider-Man diversi.
Jameson scopre che suo padre si sposerà con May Parker e accetta a malincuore, offrendosi anche di pagare la cerimonia e di presiederla.

#### The Gauntlet
Spider-Man cerca di impedire al Camaleonte di far esplodere una bomba che ucciderebbe migliaia di persone. Jameson aizza la sua squadra contro l'eroe, ma lui usa le sue conoscenze tecnologiche per sfruttare le tute degli uomini per disinnescare la bomba; per questo motivo, la squadra decide di disobbedire a Jameson, lasciando andare Spider-Man piuttosto che arrestarlo e i membri si dimettono. Il vice di Jameson gli dice che sta perdendo il controllo e che Spider-Man non merita il trattamento di un criminale, poi si dimette a sua volta dicendogli che deve scegliere tra perseguire la sua ossessiva caccia a Spider-Man o aiutare effettivamente la città.
Con la crisi del Bugle, Jameson si offre di aiutare finanziariamente Bennett per mantenere il giornale; ciò genera una reazione pubblica che Electro usa a suo vantaggio: vedendola come una corporazione avida, trae energia dai cittadini che la sostengono. Il criminale si scontra con Spider-Man nel Daily Bugle e, durante lo scontro, l'edificio crolla e Bennett viene ucciso. L'accaduto sconvolge profondamente Jameson.
Successivamente, Spider-Man deve proteggere Jameson dall'Avvoltoio; nel conflitto, la guardia di sicurezza Gabriel Graham si sacrifica per salvare Jameson; quest'ultimo, che non sapeva nemmeno il suo nome, rimane colpito dal suo gesto, mentre Peter prende la decisione di realizzare una foto ritoccata che vede Jameson cercare di combattere l'Avvoltoio. Nonostante la foto porta il pubblico a simpatizzare per Jameson, quest'ultimo rivela pubblicamente che è falsa e licenzia Peter.

#### Heroic Age
Jameson assiste alla riformazione dei Vendicatori e in seguito viene preso di mira da un assassino chiamato Estremista.
Dopo che Spider-Man salva New York da una bomba del Doctor Octopus, Jameson viene convinto dal figlio e da Steve Rogers a tenere una cerimonia per consegnare a Spider-Man le chiavi della città, sebbene lui non sia d'accordo. Nel frattempo, incassa le sue azioni del Daily Bugle e consegna i soldi a Robertson, affinché possa ricostruire Front Line nel nuovo Daily Bugle. Successivamente, Alistair Smythe tenta di uccidere Jameson e Marla si sacrifica per salvarlo.
Durante gli attacchi di Massacre, Jameson conforta un ragazzo di nome Liam, che ha perso la madre a causa del criminale. Jameson vuole che Smythe ottenga la pena di morte e rimprovera Spider-Man quando impedisce alla polizia di uccidere Massacre dopo che lo ha sconfitto; Peter ricorda al giornalista la sua politica per cui nessuno deve essere ucciso.
Successivamente, la popolarità di Jameson come sindaco crolla, anche a causa dei costi in eccesso derivati dalla sua squadra anti-Spider-Man. Dopo essere stato infettato dai poteri di ragno, come altri cittadini newyorkesi, si trasforma in una mostruosa creatura simile a un ragno che cerca di uccidere Smythe. Viene poi curato con le altre persone contagiate.
Nonostante non ci sia un ordine del tribunale, Jameson ordina la chiusura di Horizon Labs accusandolo di condurre esperimenti pericolosi a causa della sua correlazione con la moglie defunta e nasconde criminali come Morbius. In seguito, Jameson indice la legge marziale e fa pattugliare le strade dalla sua squadra Anti-Spider-Man per prevenire saccheggi. Quando Horizon Labs si mostra dalla parte degli eroi, Jameson è costretto a far riaprire le sue strutture per salvare la faccia, pur chiedendo l'espulsione di Morbius.

#### Superior Spider-Man
Dopo che Superior Spider-Man (la mente del Dottor Octopus nel corpo di Spider-Man) ferma i Sinistri Sei, il sindaco Jameson ringrazia personalmente l'eroe e cambia atteggiamento nei suoi confronti, realizzando anche un segnale con cui chiamarlo. Successivamente, Jameson viene umiliato in diretta dai teppisti Jester e Screwball, quindi pretende che Superior Spider-Man li arresti. Lui inizialmente rifiuta, ma poi accetta e picchia brutalmente i due dopo averli colti in flagrante, in diretta streaming affinché tutta la città osservi.
Jameson discute con suo padre sulle azioni di Superior Spider-Man, poi assume l'eroe per aiutarlo a supervisionare l'esecuzione di Alistair Smythe. Jameson va alla prigione Raft per un'ultima ispezione prima dell'esecuzione, informando i detenuti che verranno trasferiti dopo la chiusura della prigione. Successivamente, Smythe si prepara a essere condannato a morte dichiarando di essere una persona migliore; assistono Jameson, Superior Spider-Man, Glory Grant e Norah Jones.
Jameson rievoca l'omicidio di sua moglie per mano di Smythe e proclama che non esaudirà il suo ultimo desiderio finché Smythe non morirà. Quest'ultimo evade e i civili presenti vengono messi sotto protezione da alcuni Spider-Bot di Superior Spiderman; Jameson, però, rifiuta di rimanere in attesa dei rinforzi e interviene, salvando Superior Spider-Man dal criminale. Jameson rischia poi di essere ucciso dallo Scorpione su ordine di Smythe, ma si salva grazie all'intervento di Lizard. Successivamente, Superior Spider-Man chiede a Jameson di rinunciare al suo proposito di distruggere il Raft affinché possa usarla come base operativa; quando il sindaco si rifiuta, Superior Spider-Man lo ricatta mostrando di aver registrato una loro precedente interazione nella quale Jameson gli dava il permesso di uccidere Smythe. Temendo ripercussioni, Jameson accetta, e ciò riaccende il suo odio per Spider-Man. Attraverso una conferenza stampa, Jameson consegna pubblicamente il Raft a Superior Spider-Man.
Quando si presenta la minaccia del Goblin, Jameson presenta dei robot chiamati Ammazzagoblin, che indirizza anche contro Superior Spider-Man, dichiarando di essere disposto a perdere tutto pur di abbattere l'avversario. Goblin prende il controllo degli Ammazzaragni/Ammazzagoblin; ciò porta la popolazione a rivoltarsi contro Jameson. In seguito, Peter Parker torna nel suo corpo e sventa il piano del Goblin, dopodiché fa visita a Jameson per affrontarlo delle sue azioni e restituirle la registrazione di ricatto. Jameson non intende accettarlo, ritenendo Spider-Man un mostro che non ammette i propri errori e che si impone sul prossimo. Spider-Man afferma di non aspettarsi che lui gli creda, ma che non dovrebbe temerlo e nemmeno prendersi la colpa per le azioni del Goblin. Subito dopo, Jameson si dimette dalla carica di sindaco.

### Eventi successivi
Jameson licenzia un dipendente del Daily Bugle per un articolo da lui scritto nel quale elogiava Spider-Man nei suoi primi giorni da wrestler. Successivamente, Jameson fonda il Fact Channel e costringe il cameraman a filmare lo scontro tra Silk, Electro, Spider-Man e Gatta Nera. Quando Gatta Nera tenta di smascherare Spider-Man, Jameson cerca di filmarlo, ma l'angolazione della sua telecamera impedisce agli spettatori di vedere il volto dell'eroe, che fa in tempo a rimettersi la maschera.
Il padre biologico di Jameson ha un malore e viene ricoverato in ospedale, evento per il quale, inizialmente, Jameson accusa Peter, a causa del loro viaggio intorno al mondo durante il quale Jay avrebbe potuto contrarre qualche tipo di malattia. Successivamente, Jameson viene avvicinato da un dottore della New U Technologies, che gli mostra di aver sviluppato una tecnologia in grado di clonare parti del corpo di un soggetto per riportarle in salute, portando come esempio una versione rianimata di Marla. Peter è scettico al ricorrere alla tecnologia della New U, ma non può spiegare le sue ragioni a May e a Jameson a causa della sua identità segreta. Anche Jay concorda con Peter sul non voler utilizzare la tecnologia New U. In seguito, le condizioni di Jay si aggravano e muore durante un intervento chirurgico mentre è assistito da May e Jameson; Peter non riesce ad accompagnarlo a causa dei suoi impegni da supereroe.
Si scopre che la resuscitata Marla è in realtà un clone creato dallo Sciacallo. Jameson ottiene anche un clone della defunta Mattie Franklin e cerca di indagare sulla New U di San Francisco, nel mentre chiede allo Sciacallo di riportare in vita anche Jay. Lo Sciacallo apparentemente accetta in cambio di pubblicità dell'impresa, ma poi sfrutta l'occasione per annunciare pubblicamente il suo piano di sostituire l'umanità con dei cloni dopo averla sterminata. La trasmissione di Jameson inizia la diffusione del Virus Carrion in tutto il mondo, ma Spider-Man e Anna Maria Marconi intervengono in tempo per fermarla e Mattie rivela a Jameson i suoi superpoteri; nonostante il piano venga sventato, i cloni già creati - inclusi quelli di Marla e Mattie - si polverizzano. Jameson, distrutto, viene licenziato da Fact Channel.
Successivamente, Spider-Man accetta un'intervista esclusiva con Jameson, al termine del quale l'eroe si smaschera. Ciò porta Jameson a giurare di supportare maggiormente gli sforzi dell'eroe in futuro.
Mentre Jameson si trova a Manhattan, il barone Helmut Zemo usa il Darkhold per amplificare i poteri di Blackout e impossessarsi della città dopo la presa di potere degli Stati Uniti dell'Hydra. Kraven il Cacciatore fa irruzione nel Daily Bugle alla ricerca di informazioni sulla vera identità di Spider-Man e attacca Jameson, ma Jennie Sheldon riesce ad attirare l'attenzione della Donna Ragno, che interviene e sconfigge il criminale.
Norman Osborn rapisce e tortura Jameson affinché gli dica chi è davvero Spider-Man, ma lui gli rinfaccia che non potrà mai riuscirci da quando ha ucciso Gwen Stacy. Tali parole, inavvertitamente, fanno tornare a Osborn il ricordo che Spider-Man è Peter Parker. Spinto dal senso di colpa per quello che ha fatto e per la paura sul destino di Peter, Jameson prende provvedimenti per proteggere da Osborn la cerchia ristretta di Spider-Man, inviando Venom a difendere Mary Jane e zia May da Red Goblin.

## Altre versioni

### Marvel contro DC
Durante la saga Marvel contro DC, Jameson viene trasferito a Metropolis e quindi mandato a dirigere il più grande quotidiano locale e il più importante dell'universo DC: il Daily Planet. Ha così a che fare con Clark Kent e Lois Lane. Dall'universo Marvel arriva come nuovo fotografo Peter Parker. Nel corso della storia, il Daily Planet verrà comprato da Kingpin e Jameson avrà una breve alleanza con il direttore del Daily Planet, Perry White.

### Ultimate
La versione Ultimate di Jameson è molto simile a quella originale, sia nell'aspetto che nel carattere. Qui nutre una avversione verso gli eroi mascherati dovuta al fatto che suo figlio, John Jameson, è morto in una spedizione nello spazio e secondo lui, solo suo figlio dovrebbe essere considerato un eroe. Durante Ultimatum, il Daily Bugle viene distrutto dall'onda di Ultimate Magneto; mentre fugge, Jonah vede Spider-Man soccorrere le persone e si convince che è un vero eroe e lo elogia nel suo ultimo articolo.

### Marvel Zombi
Nell'universo in cui tutti gli eroi sono stati contagiati da un virus che li rende affamati di carne umana, Jonah viene divorato dall'Uomo Ragno, diventato ormai un essere incapace di controllare la sua fame insaziabile.

## Altri media

### Animazione
- Jameson è apparso nella serie animata L'Uomo Ragno, doppiato in originale da Paul Kligman e in italiano da Erasmo Lo Presto (1° doppiaggio), da Carlo Bonomi (2° doppiaggio) e in alcune puntate mandate in onda nel 2004 da Pierluigi Astore.
- Nelle serie animata degli anni 80 L'Uomo Ragno, Jameson (doppiato in originale da William Woodson) è un personaggio ricorrente e ha un nipote che si chiama Mortimer, anche lui impiegato al Bugle. In italiano il personaggio è stato doppiato da 	Carlo Bonomi (primo doppiaggio) e Marco Bonetti (secondo doppiaggio)[78]. Nella successiva serie L'Uomo Ragno e i suoi fantastici amici, Jameson appare unicamente negli episodi "Il mostro elettronico", "La tempesta dell'Uomo Sabbia", e "Una bella amicizia", doppiato in originale sempre da William Woodson.
- Nella serie Spider-Man - L'Uomo Ragno del 1994 Jameson è doppiato in originale da Ed Asner e in italiano da Marco Bonetti e poi da Gino Pagnani. In questa versione il suo disprezzo per l'Uomo Ragno deriva dal fatto che l'eroe porti una maschera, essendo stata la sua prima moglie uccisa da un sicario mascherato[79]. La serie mostra anche la sua integrità giornalistica, mostrandolo rifiutarsi di coprire la verità anche se ciò gioverebbe ai suoi interessi e a quelli dei suoi impiegati[80].
- In Spider-Man Unlimited Jameson (doppiato in originale da Richard Newman e in italiano da Antonio Paiola[81]) appare solo nel primo episodio, dove accusa l'Uomo Ragno della sparizione del figlio.
- Nella serie animata Spider-Man: The New Animated Series Jameson è doppiato in originale da Keith Carradine. Questa versione è ritratta molto più avara del solito, e il suo odio per l'Uomo Ragno è particolarmente evidente nel finale della serie.
- In The Spectacular Spider-Man Jameson viene rappresentato con una mosca oltre che con i caratteristici baffi. Doppiato in originale da Daran Norris e in italiano da Emanuele Vezzoli.
- In Avengers - I più potenti eroi della Terra Jameson appare solamente nell'episodio della seconda stagione "E poi venne un ragno" dov'è convinto che sia stato effettivamente Capitan America a tradire la Terra e non uno Skrull con il suo aspetto. Doppiato in originale da J. K. Simmons e in italiano da Giorgio Locuratolo.
- Nelle serie animate del blocco Marvel Universe di Disney XD (comprendente Ultimate Spider-Man, Avengers Assemble e Hulk e gli agenti S.M.A.S.H.), Jameson è il capo della Daily Bugle Communication. Non ricopre un ruolo fondamentale, salvo quello di ricordare tramite i suoi editoriali e apparizioni televisive che "Spider-Man è una minaccia". Sia J.K. Simmons nella versione originale che Mario Zucca in quella italiana (alternandosi in alcuni episodi con Sergio Di Giulio), prestano la voce a lui e alle varie versioni alternative di Jameson apparsi nella saga "Lo Spider-universo" di Ultimate Spider-Man e "Giorni di spaccaggi futuri" di Hulk e gli agenti S.M.A.S.H.
- Appare a partire dalla seconda stagione di Spider-Man, doppiato in originale da Bob Joles e in italiano da Mimmo Strati.
- Compare in LEGO Marvel Super Heroes: Sovralimentazione massima, doppiato in originale da J.K. Simmons.
- Jameson compare anche nell'anime Disk Wars: Avengers.

### Filmografia
J.Jonah Jameson compare nella serie televisiva The Amazing Spider-Man, da cui sono tratti i film per la televisione L'Uomo Ragno (1977), L'Uomo Ragno colpisce ancora (1978) e L'Uomo Ragno sfida il Drago (1979), interpretato da David White e da Robert F. Simon.

#### Lungometraggi
- Nella trilogia cinematografica di Spider-Man diretta da Sam Raimi (composta da Spider-Man, Spider-Man 2 e Spider-Man 3) è stato interpretato da J. K. Simmons (doppiato da Sandro Iovino). Taccagno e burbero direttore del Daily Bugle, tramite il suo quotidiano lancia una campagna diffamatoria contro Spider-Man. Si dimostra coraggioso, dato che si è rifiutato di rivelare al Goblin chi era colui che scattava foto a Spider-Man per non mettere in pericolo Peter, benché il più delle volte discutano per la sua campagna scandalistica sull'eroe, e mantiene anche una certa onestà editoriale. È lui a inventare gli alias del Goblin e del Dottor Octopus (sebbene con il secondo abbia ricevuto un aiuto da un suo dipendente). Sua moglie è viva in questa trilogia (proprio come nella serie animata The Spectacular Spider-Man), a differenza dei fumetti in cui era morta da tempo.
- Nel film The Amazing Spider-Man 2 - Il potere di Electro (2014), diretto da Marc Webb, non compare, ma Peter Parker lo nomina mentre parla con zia May in una breve scena, e durante l'inizio di un'altra sequenza sul computer di Peter, in cui compare un'e-mail di J. J. J.

#### Marvel Cinematic Universe
Nel Marvel Cinematic Universe J. Jonah Jameson è interpretato nuovamente da J. K. Simmons (doppiato da Fabrizio Pucci). Qui, a differenza della trilogia di Sam Raimi, non indossa il parrucchino per imitare la pettinatura a spazzola di Jameson nei fumetti e appare perciò calvo, in modo da differenziarlo dalla sua precedente interpretazione. In questa versione non è il direttore, ma il presentatore di TheDaily Bugle.net, un controverso sito d'informazione ispirato a InfoWars, con lo stesso Jameson ispirato ad Alex Jones, gestore del suddetto sito e noto sostenitore di molte teorie del complotto.
- In Spider-Man: Far from Home (2019) Jameson appare brevemente nella scena durante i titoli di coda, dove trasmette filmati ricevuti da una fonte anonima per accusare Spider-Man di aver ucciso Mysterio, e rivelare in diretta l'identità segreta dell'Arrampicamuri attraverso le ultime parole di Quentin Beck. 
  - J. Jonah Jameson dell'MCU appare anche in cameo nella scena finale dopo i titoli di coda del film del Sony's Spider-Man Universe Venom - La furia di Carnage (2021), collegata a Spider-Man: No Way Home, venendo visto da Eddie Brock/Venom in televisione dopo che si sono ritrovati nel universo dell'MCU.
- Jameson ha un ruolo più ricorrente nel film Spider-Man: No Way Home (2021), dove, dopo aver esposto l'identità di Peter Parker, cerca di avere immagini incriminanti su di lui, il che lo porta ad assistere allo scontro tra Spider-Man e i supercriminali del Multiverso, ritenendolo responsabile della distruzione lasciata nonostante sapesse che la zia del ragazzo aveva perso la vita nel conflitto. Viene in seguito contattato da Peter come modo per attirare i cattivi e alla fine, come il resto del mondo, Jameson dimentica l'identità civile di Spider-Man a causa dell'incantesimo del Dottor Strange, pur continuando a denigrare il supereroe.
- Per la promozione dell'uscita del film Spider Man: Far from Home è stato creato un sito della webserie televisiva, intitolata The Daily Bugle, per cui Simmons ha ripreso il ruolo di Jameson in alcuni articoli video.

### Videogiochi
- Compare nei videogiochi Spider-Man 2 e Spider-Man 3, tratti dagli omonimi film. Doppiato in italiano da Raffaele Fallica.
- Jameson è presente in Spider-Man (videogioco 2018), Spider-Man: Miles Morales e Spider-Man 2 (videogioco 2023) doppiato in originale da Darin De Paul e in italiano da Marco Balzarotti. In questa versione ha lasciato il suo posto al Daily Bugle e conduce un programma radiofonico nel quale riferisce degli avvenimenti in città, cercando spesso, inutilmente, di convincere i cittadini della pericolosità di Spider-Man.